# Junge Philharmonie Köln
Die Junge Philharmonie Köln (auch: Cologne New Philharmonic Orchestra; The Chambers) ist ein 1972 von Erich Kluge gegründetes Musikensemble. Sie konzertiert vorwiegend in kleiner Besetzung als Kammerorchester oder Salonorchester wie auch mehrfach im Jahr, in großer Besetzung als Sinfonieorchester. Das Ensemble ist ein selbstverwaltetes und freifinanziertes Nachwuchsorchester.

## Zielsetzung
Die Junge Philharmonie Köln begleitet junge Musiker (vorwiegend fortgeschrittene Studenten der rheinischen Konservatorien sowie Gewinner internationaler Solisten-Wettbewerbe) neben ihrer musikalisch-akademischen Ausbildung und bietet den jungen Talenten die Möglichkeit, ihr Repertoire sowohl als Solist als auch im Zusammenspiel als Musikensemble darzustellen und zu erweitern. Ziel ist es, junge Musiker zu fördern, in die professionelle Musikausübung einzuführen und ihnen ein Sprungbrett in den internationalen Karrierestart zu ermöglichen. 
Viele ehemalige Mitglieder der Jungen Philharmonie Köln spielen anschließend in Berufsorchestern oder werden gefragte Solisten.

## Geschichte
1972 gab Erich Kluge seine Festanstellung als Solo-Kontrabassist des Tonhalle-Orchesters Zürich mit dem Ziel auf, musikalisch neue Wege zu beschreiten. Er sammelte junge Talente um sich und gründete mit ihnen ein klassisches Musik-Ensemble. Zu Beginn wirkte die Junge Philharmonie an der Pädagogischen Hochschule Köln und erlangte als „Alternativorchester“ bundesweite Bekanntheit.
Nach ersten Erfolgen in Deutschland reisten die Musiker an die Côte d’Azur, um dort als Kammerorchester unter freiem Himmel, aber im Frack, aufzuspielen. Dort lernten sie den Schauspieler Cary Grant kennen, der die jungen Musiker einlud, beim Filmfestival in Cannes zu spielen. Dies war der Beginn einer später folgenden weltweiten Konzerttätigkeit.
Zurück in Deutschland trat die Junge Philharmonie Köln häufiger im Fernsehen auf. Am 3. April 1980 spielten sie beispielsweise in der Fernsehsendung Bio’s Bahnhof unter dem Dirigat des ehemaligen britischen Premierministers Sir Edward Heath Franz Schuberts 5. Sinfonie.
Nach dem frühen Tod von Erich Kluge übernahm der Bratschist Volker Hartung 1986 die Leitung des Orchesters, dem er von Beginn an angehört hatte. In den folgenden Jahren führte er die Musiker in das Ensemblespiel ein und formte aus einer kleinen Gruppe wechselnder Musiker ein Sinfonieorchester. Am 19. Januar 1990 präsentierte die Junge Philharmonie Köln ihren ersten Auftritt als Sinfonieorchester in der ausverkauften Kölner Philharmonie. Unter Hartung bereiste die Junge Philharmonie Köln alle Kontinente und zahlreiche internationale Musikfestivals.

## Programm
Neben den großen Konzertsälen wie dem Sydney Opera House konzertiert das Orchester auch auf kleineren Bühnen und spielt sowohl Ernste-, Unterhaltungs- sowie auch Funktionale Musik. Das Repertoire des Musikensembles reicht von bekannten klassischen Kammer- und Orchesterwerken über Crossover bis zu Interpretationen der Lieder des Kölner Komponisten Willi Ostermann.

## Förderverein
Zum 40. Jahrestag der Gründung der Jungen Philharmonie wurde der Förderverein Freunde und Förderer der Jungen Philharmonie Köln e.V. ins Leben gerufen. Ziel des Fördervereins ist es, die Existenz dieses nicht subventionierten und freifinanzierten Orchesters zu sichern.

## Diskografie (Auswahl)
- La Belle Epoque - Tangos und Serenaden aus der guten alten Zeit
- Dinner Classics
- El amor brujo - Nächte in Spanischen Gärten - Bolero
- Lichter des Nordens:  Grieg -Tchaikovsky - Sibelius
- Encore! Teil 1 und 2
- Vivaldi: The Concertos for Piccolo Flute - Concerto for 2 Violine
- Dagmar Berghoff präsentiert die schönsten Melodien aus Film, Musical und Revue
- Operngala / Giuseppe Verdi
- Die Moldau
- Peter und der Wolf
- Zigeunerweisen